# Abrincati
Gli Abrincati («gente degli estuari» da '/': estuario invasi dal mare), chiamati Abrincatui da Plinio il Vecchio) furono un popolo gallico, che ha dato il proprio nome ad Avranches, di cui si suppone siano i fondatori.
Nel nono secolo a.C., gli Abrincati occuparono l'Avranchin, con Avranches, città prospera all'epoca, che, dopo la conquista romana della Gallia, cambiò di statuto ed ebbe un nuovo sviluppo.